# Колкуитт (округ)
Ко́лкуитт (англ. Colquitt County) — округ штата Джорджия, США. Население округа на 2000 год составляло 42 053 человек. Административный центр округа — город Моултри.

## История
Округ Колкуитт основан в 1856 году.

## География
Округ занимает площадь 1429.7 км2.

## Демография
Согласно Бюро переписи населения США, в округе Колкуитт в 2000 году проживало 42053 человек. Плотность населения составляла 29.4 человек на квадратный километр.